# Hanseflug
Die Hanseflug GmbH  war eine deutsche Fluggesellschaft mit Sitz in Langenhagen. Das Unternehmen führte saisonale Bedarfsflüge nach festen Zeiten von Sylt nach Wyk auf Föhr durch.

## Geschichte
Das Unternehmen wurde 1992 gegründet, um Rundflüge im Raum Lübeck durchzuführen. Im Jahr 1999 wurde der Firmensitz an den Flughafen Hannover-Langenhagen verlegt.

## Flugziele
Von 2002 bis 2008 bot Hanseflug Rundflüge auf dem Flugplatzfest Kassel-Calden an. Von 2009 bis 2013 bot das Unternehmen in den Sommermonaten eine Flugverbindung vom Flughafen Sylt zum Flugplatz Wyk auf Föhr an, die in der Hochsaison bis zu viermal am Tag je Richtung geflogen wurde. In den Wintermonaten wurden zudem Rundflüge im Raum Niedersachsen durchgeführt. Am 2. September 2013 setzte das Luftfahrt-Bundesamt Hanseflugs Betriebsgenehmigung bis auf Weiteres aus.

## Flotte
Die Flotte  bestand seit 1992 aus einer Antonow An-2T, welche 1958 in der damaligen Sowjetunion gebaut und seit 2011 bei dem offiziellen An-2-Lizenzhalter EADS PZL in Mielec gewartet wurde. Die Antonow An-2 gilt als eines der meistgebauten Flugzeuge der Welt.
- 1 Antonow An-2 Luftfahrzeugkennzeichen D-FJKA